# Thomas Muster
Thomas Muster (sinh ngày 2 tháng 10 năm 1967 tại Leibnitz, Styria) là cựu tay vợt số 1 thế giới người Áo. Là một trong những người xuất sắc vào thập niên 90, Muster giành danh hiệu Pháp Mở rộng năm 1995 và được biết đến như là 1 chuyên gia đất nện. Anh đã giành 8 danh hiệu Masters 1000. Muster là một trong 3 tay vợt từng thắng giải Masters 1000 trên 3 mặt sân (nện, trải thảm, cứng).

## Chung kết Grand Slam và Masters Series

### Chung kết Grand Slam

#### Đơn: 1 (1 danh hiệu)
| Kết quả | Năm  | Giải đấu    | Mặt sân | Đối thủ       | Tỷ số         |
| ------- | ---- | ----------- | ------- | ------------- | ------------- |
| Vô địch | 1995 | French Open | Đất nện | Michael Chang | 7–5, 6–2, 6-4 |

### Chung kết Masters Series

#### Singles: 10 (8 danh hiệu, 2 á quân)
| Kết quả | Năm  | Giải đấu        | Mặt sân  | Đối thủ            | Tỷ số                        |
| ------- | ---- | --------------- | -------- | ------------------ | ---------------------------- |
| Á quân  | 1990 | Monte Carlo     | Đất nện  | Andrei Chesnokov   | 5–7, 3–6, 3–6                |
| Vô địch | 1990 | Rome            | Đất nện  | Andrei Chesnokov   | 6–1, 6–3, 6–1                |
| Vô địch | 1992 | Monte Carlo     | Đất nện  | Aaron Krickstein   | 6–3, 6–1, 6–3                |
| Vô địch | 1995 | Monte Carlo (2) | Đất nện  | Boris Becker       | 4–6, 5–7, 6–1, 7–6(8–6), 6–0 |
| Vô địch | 1995 | Rome (2)        | Đất nện  | Sergi Bruguera     | 3–6, 7–6(7–5), 6–2, 6–3      |
| Vô địch | 1995 | Essen           | Thảm (i) | MaliVai Washington | 7–6(8–6), 2–6, 6–3, 6–4      |
| Vô địch | 1996 | Monte Carlo (3) | Đất nện  | Albert Costa       | 6–3, 5–7, 4–6, 6–3, 6–2      |
| Vô địch | 1996 | Rome (3)        | Đất nện  | Richard Krajicek   | 6–2, 6–4, 3–6, 6–3           |
| Vô địch | 1997 | Miami           | Cứng     | Sergi Bruguera     | 7–6(8–6), 6–3, 6–1           |
| Á quân  | 1997 | Cincinnati      | Cứng     | Pete Sampras       | 3–6, 4–6                     |

## Các trận chung kết

### Đơn: 55 (44 danh hiệu, 11 á quân)
| Giải đấu                      |
| ----------------------------- |
| Grand Slam (1–0)              |
| Tennis Masters Cup (0–0)      |
| ATP Masters Series (8–2)      |
| ATP Championship Series (4–0) |
| ATP Tour (31–9)               |

| Mặt sân        |
| -------------- |
| Cứng (3–3)     |
| Cỏ (0–0)       |
| Đất nện (40–5) |
| Thảm (1–3)     |

| Kết quả | Số thứ tự | Ngày                 | Giải đấu          | Surface | Đối thủ                | Tỷ số                        |
| ------- | --------- | -------------------- | ----------------- | ------- | ---------------------- | ---------------------------- |
| Vô địch | 1.        | 3 tháng 8 năm 1986   | Hilversum         | Đất nện | Jakob Hlasek           | 6–1, 6–3, 6–3                |
| Vô địch | 2.        | 10 tháng 7 năm 1988  | Boston            | Đất nện | Lawson Duncan          | 6–2, 6–2                     |
| Vô địch | 3.        | 31 tháng 7 năm 1988  | Bordeaux          | Đất nện | Ronald Agénor          | 6–3, 6–3                     |
| Vô địch | 4.        | 14 tháng 8 năm 1988  | Prague            | Đất nện | Guillermo Pérez-Roldán | 6–4, 5–7, 6–2                |
| Á quân  | 1.        | 18 tháng 9 năm 1988  | Barcelona         | Đất nện | Kent Carlsson          | 3–6, 3–6, 6–3, 1–6           |
| Vô địch | 5.        | 25 tháng 9 năm 1988  | Bari              | Đất nện | Marcelo Filippini      | 2–6, 6–1, 7–5                |
| Á quân  | 2.        | 23 tháng 10 năm 1988 | Vienna            | Thảm    | Horst Skoff            | 6–4, 3–6, 4–6, 2–6           |
| Á quân  | 3.        | 2 tháng 4 năm 1989   | Miami             | Cứng    | Ivan Lendl             | W/O                          |
| Vô địch | 6.        | 7 tháng 1 năm 1990   | Adelaide          | Cứng    | Jimmy Arias            | 3–6, 6–2, 7–5                |
| Vô địch | 7.        | 11 tháng 3 nàm 1990  | Casablanca        | Đất nện | Guillermo Pérez-Roldán | 6–1, 6–7(6–8), 6–2           |
| Á quân  | 4.        | 29 tháng 4 năm 1990  | Monte Carlo       | Đất nện | Andrei Chesnokov       | 5–7, 3–6, 3–6                |
| Á quân  | 5.        | 6 tháng 5 năm 1990   | Munich            | Đất nện | Karel Nováček          | 4–6, 2–6                     |
| Vô địch | 8.        | 20 tháng 5 năm 1990  | Rome              | Đất nện | Andrei Chesnokov       | 6–1, 6–3, 6–1                |
| Vô địch | 9.        | 16 tháng 6 năm 1991  | Florence          | Đất nện | Horst Skoff            | 6–2, 6–7(2–7), 6–2           |
| Vô địch | 10.       | 15 tháng 9 năm 1991  | Geneva            | Đất nện | Horst Skoff            | 6–2, 6–4                     |
| Vô địch | 11.       | 26 tháng 4 năm 1992  | Monte Carlo       | Đất nện | Aaron Krickstein       | 6–3, 6–1, 6–3                |
| Vô địch | 12.       | 14 tháng 6 năm 1992  | Florence          | Đất nện | Renzo Furlan           | 6–3, 1–6, 6–1                |
| Vô địch | 13.       | 30 tháng 8 năm 1992  | Umag              | Đất nện | Franco Davín           | 6–1, 4–6, 6–4                |
| Á quân  | 6.        | 17 tháng 1 năm 1993  | Sydney            | Cứng    | Pete Sampras           | 6–7(7–9), 1–6                |
| Vô địch | 14.       | 28 tháng 2 năm 1993  | Mexico City       | Đất nện | Carlos Costa           | 6–2, 6–4                     |
| Vô địch | 15.       | 13 tháng 6 năm 1993  | Florence          | Đất nện | Jordi Burillo          | 6–1, 7–5                     |
| Vô địch | 16.       | 20 tháng 6 năm 1993  | Genoa             | Đất nện | Magnus Gustafsson      | 7–6(7–3), 6–4                |
| Vô địch | 17.       | 8 tháng 8 năm 1993   | Kitzbühel         | Đất nện | Javier Sánchez         | 6–3, 7–5, 6–4                |
| Vô địch | 18.       | 15 tháng 8 năm 1993  | San Marino        | Đất nện | Renzo Furlan           | 7–5, 7–5                     |
| Vô địch | 19.       | 29 tháng 8 năm 1993  | Umag              | Đất nện | Alberto Berasategui    | 7–5, 3–6, 6–3                |
| Vô địch | 20.       | 3 tháng 10 nàm 1993  | Palermo           | Đất nện | Sergi Bruguera         | 7–6(7–2), 7–5                |
| Á quân  | 7.        | 24 tháng 10 năm 1993 | Vienna            | Thảm    | Goran Ivanišević       | 6–4, 4–6, 4–6, 6–7(3–7)      |
| Vô địch | 21.       | 27 tháng 2 năm 1994  | Mexico City       | Đất nện | Roberto Jabali         | 6–3, 6–1                     |
| Vô địch | 22.       | 1 tháng 5 năm 1994   | Madrid            | Đất nện | Sergi Bruguera         | 6–2, 3–6, 6–4, 7–5           |
| Vô địch | 23.       | 19 tháng 6 năm 1994  | Sankt Pölten      | Đất nện | Tomás Carbonell        | 4–6, 6–2, 6–4                |
| Vô địch | 24.       | 5 tháng 3 nàm 1995   | Mexico City       | Đất nện | Fernando Meligeni      | 7–6(7–4), 7–5                |
| Vô địch | 25.       | 9 tháng 4 năm 1995   | Estoril           | Đất nện | Albert Costa           | 6–4, 6–2                     |
| Vô địch | 26.       | 16 tháng 4 năm 1995  | Barcelona         | Đất nện | Magnus Larsson         | 6–2, 6–1, 6–4                |
| Vô địch | 27.       | 30 tháng 4 năm 1995  | Monte Carlo       | Đất nện | Boris Becker           | 4–6, 5–7, 6–1, 7–6(8–6), 6–0 |
| Vô địch | 28.       | 21 tháng 5 năm 1995  | Rome              | Đất nện | Sergi Bruguera         | 3–6, 7–6(7–5), 6–2, 6–3      |
| Vô địch | 29.       | 11 tháng 6 năm 1995  | French Open       | Đất nện | Michael Chang          | 7–5, 6–2, 6–4                |
| Vô địch | 30.       | 25 tháng 6 năm 1995  | Sankt Pölten      | Đất nện | Bohdan Ulihrach        | 6–3, 3–6, 6–1                |
| Vô địch | 31.       | 23 tháng 7 năm 1995  | Stuttgart Outdoor | Đất nện | Jan Apell              | 6–2, 6–2                     |
| Á quân  | 8.        | 6 tháng 8 năm 1995   | Kitzbühel         | Đất nện | Albert Costa           | 6–4, 4–6, 6–7(3–7), 6–2, 4–6 |
| Vô địch | 32.       | 13 tháng 8 năm 1995  | San Marino        | Đất nện | Andrea Gaudenzi        | 6–2, 6–0                     |
| Vô địch | 33.       | 27 tháng 8 năm 1995  | Umag              | Đất nện | Carlos Costa           | 3–6, 7–6(7–5), 6–4           |
| Vô địch | 34.       | 17 tháng 9 năm 1995  | Bucharest         | Đất nện | Gilbert Schaller       | 6–3, 6–4                     |
| Á quân  | 9.        | 22 tháng 10 năm 1995 | Vienna            | Thảm    | Filip Dewulf           | 5–7, 2–6, 6–1, 5–7           |
| Vô địch | 35.       | 29 tháng 10 năm 1995 | Essen             | Thảm    | MaliVai Washington     | 7–6(8–6), 2–6, 6–3, 6–4      |
| Vô địch | 36.       | 10 tháng 3 năm 1996  | Mexico City       | Đất nện | Jiří Novák             | 7–6(7–3), 6–2                |
| Vô địch | 37.       | 14 tháng 4 năm 1996  | Estoril           | Đất nện | Andrea Gaudenzi        | 7–6(7–4), 6–4                |
| Vô địch | 38.       | 21 tháng 4 năm 1996  | Barcelona         | Đất nện | Marcelo Ríos           | 6–3, 4–6, 6–4, 6–1           |
| Vô địch | 39.       | 28 tháng 4 năm 1996  | Monte Carlo       | Đất nện | Albert Costa           | 6–3, 5–7, 4–6, 6–3, 6–2      |
| Vô địch | 40.       | 19 tháng 5 năm 1996  | Rome              | Đất nện | Richard Krajicek       | 6–2, 6–4, 3–6, 6–3           |
| Vô địch | 41.       | 21 tháng 7 năm 1996  | Stuttgart Outdoor | Đất nện | Yevgeny Kafelnikov     | 6–2, 6–2, 6–4                |
| Vô địch | 42.       | 15 tháng 9 năm 1996  | Bogotá            | Đất nện | Nicolás Lapentti       | 6–7(6–8), 6–2, 6–3           |
| Vô địch | 43.       | 16 tháng 2 nàm 1997  | Dubai             | Cứng    | Goran Ivanišević       | 7–5, 7–6(7–3)                |
| Vô địch | 44.       | 30 tháng 3 năm 1997  | Miami             | Cứng    | Sergi Bruguera         | 7–6(8–6), 6–3, 6–1           |
| Á quân  | 10.       | 10 tháng 8 năm 1997  | Cincinnati        | Cứng    | Pete Sampras           | 3–6, 4–6                     |
| Á quân  | 11.       | 12 tháng 4 năm 1998  | Estoril           | Đất nện | Alberto Berasategui    | 6–3, 1–6, 3–6                |

### Đôi: 2 (1 danh hiệu, 1 á quân)
| Giải đấu                      |
| ----------------------------- |
| Grand Slam (0–0)              |
| Tennis Masters Cup (0–0)      |
| ATP Masters Series (0–0)      |
| ATP Championship Series (0–0) |
| ATP Tour (1–1)                |

| Mặt sân       |
| ------------- |
| Cứng (0–0)    |
| Cỏ (0–0)      |
| Đất nện (1–1) |
| Thảm (0–0)    |

| Kết quả | Số thứ tự | Ngày             | Giải đấu          | Mặt sân | Đồng đội        | Đối thủ                              | Tỷ số    |
| ------- | --------- | ---------------- | ----------------- | ------- | --------------- | ------------------------------------ | -------- |
| Á quân  | 1.        | Tháng 8 nàm 1988 | Prague, Tiệp Khắc | Đất nện | Horst Skoff     | Petr Korda Jaroslav Navrátil         | 5–7, 6–7 |
| Vô địch | 1.        | Tháng 9 năm 1988 | Bari, Ý           | Đất nện | Claudio Panatta | Francesco Cancellotti Simone Colombo | 6–3, 6–1 |